# Reaktionsrate
Die Reaktionsrate gibt bei physikalischen und chemischen Umwandlungen, an denen viele Teilchen beteiligt sind, die Anzahl der Teilchen an, die die betrachtete Reaktion vollziehen, bezogen auf die Zeit.
Statt die Anzahl der Teilchen kann die Reaktionsrate die Gesamtmasse der Teilchen, ihr Volumen oder die jeweilige Dichte auf die Zeit beziehen.
Verwandte Größen sind die Reaktionsgeschwindigkeit, Geschwindigkeitskonstante, Zeitkonstante, Zerfallskonstante.